# Зебрюгге

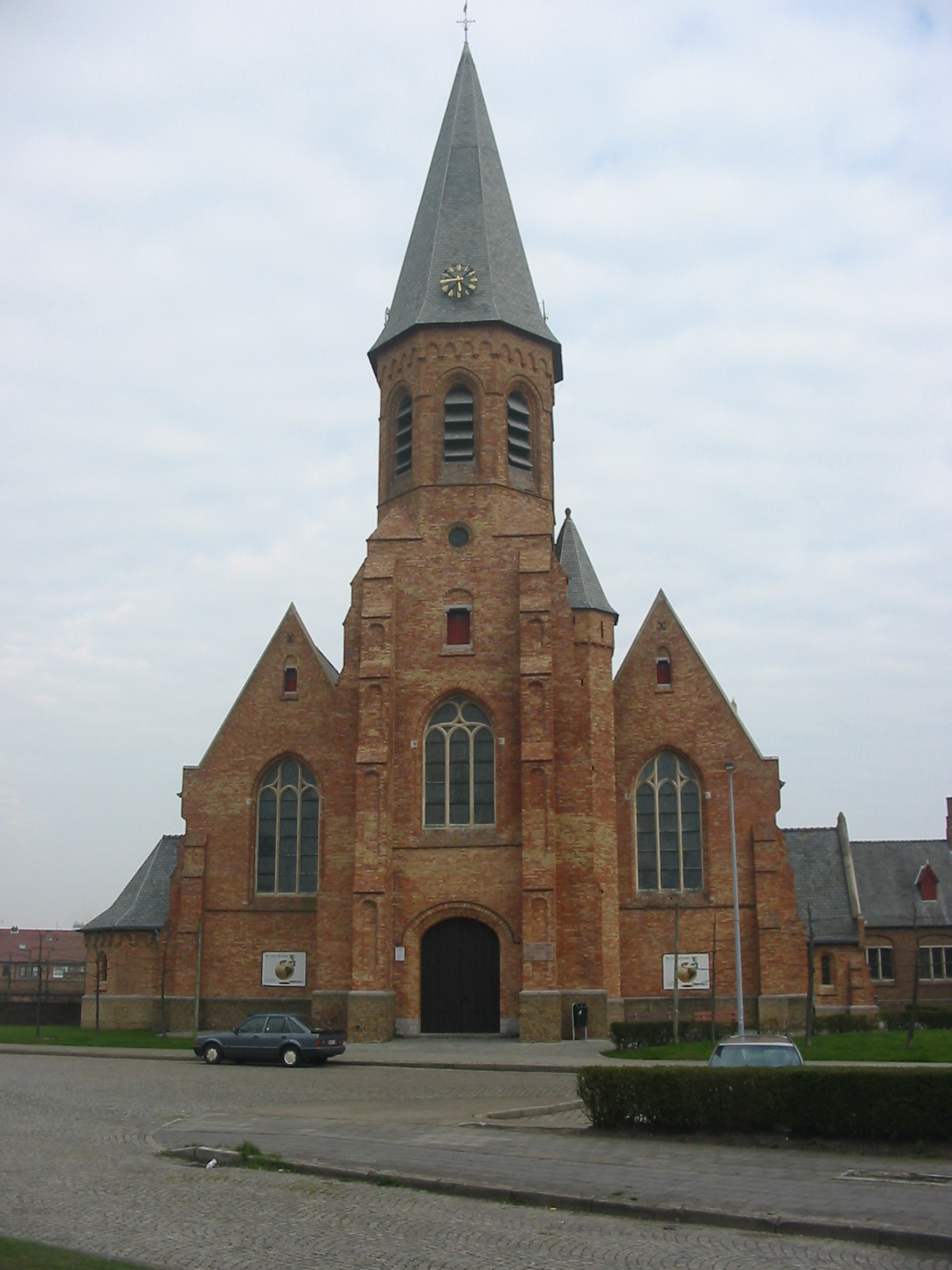
Церковь в Зебрюгге

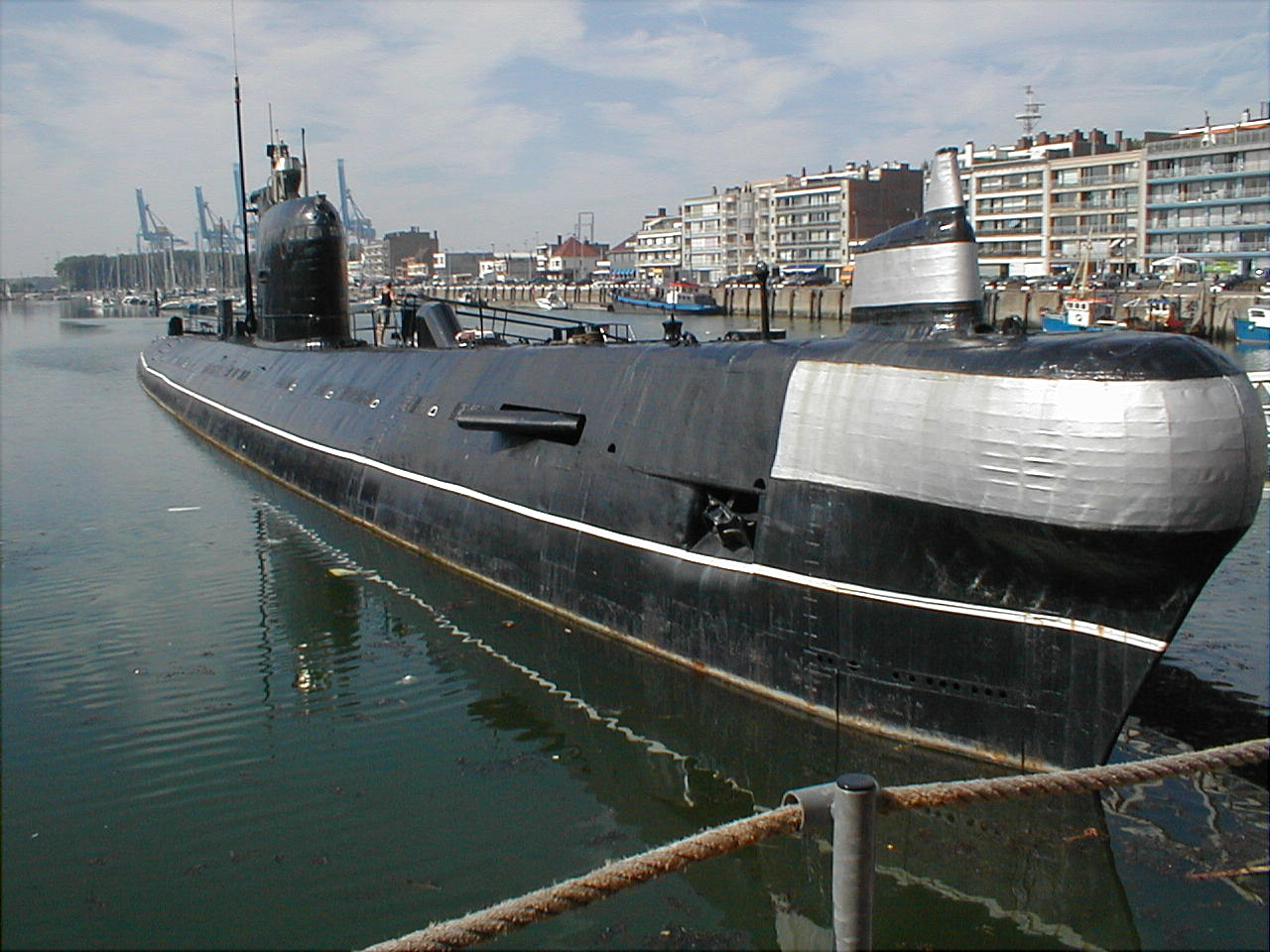
Российская подводная лодка класса «Фокстрот» (по классификации НАТО) в гавани Зебрюгге

Зе́брюгге (нидерл. Zeebrugge) — портовый город в Бельгии, на побережье Северного моря, административно входящий в город Брюгге (район Лиссевеге).

## География
Зебрюгге, как и собственно Брюгге, находится в бельгийской провинции Западная Фландрия. Городок состоит из трёх кварталов — центрального, привокзального и приморского, где расположен причал для яхт. Порт Зебрюгге — второй по величине в Бельгии (после антверпенского) и является одним из самых современных в Европе. Через Зебрюгге проходит приморский трамвай (Kusttram), соединяющий его со всеми приморскими городами Бельгии.

## История
Во время Первой мировой войны Зебрюгге был занят немецкими войсками, создавшими здесь в порту базу для своих подводных лодок. В 1917 году, во время сражения за Фландрию, британское командование запланировало отдельное наступление на Зебрюгге с целью уничтожения немецкой базы ВМФ, которое, однако, потерпело неудачу. 23 апреля 1918 года британские корабли предприняли ещё один рейд против немецких баз в бельгийских Остенде и Зебрюгге, который также был безуспешным.
6 марта 1987 года у Зебрюгге затонул паром «Herald of Free Enterprise, при этой морской катастрофе погибли 193 человека.

## Транспорт
Зебрюгге — важный морской порт. К нему подходит важнейший экспортный британский трубопровод «Интерконнектор».